# Raffaele Radice
Pour les articles homonymes, voir Radice.
Raffaele Radice, né le 21 juin 1996 à Fano (Marches), est un coureur cycliste italien.

## Palmarès
- 2016
  - 2e du Circuit de Cesa
- 2017
  - 2e étape du Tour de Tenerife (contre-la-montre par équipes)
  - 3e du championnat d'Italie sur route espoirs
- 2019
  - Gran Premio VPM Distribuzione
  - Trofeo Tosco-Umbro
  - Coppa Bologna
  - 2e de la Coppa Messapica
- 2022
  - Gran Premio Comune di Cerreto Guidi
  - 3e de la Coppa Penna
  - 3e du Gran Premio Lari-Città delle Ciliegie

## Classements mondiaux
| Année                                 | 2017  | 2018 | 2019  | 2020  | 2021  |
| ------------------------------------- | ----- | ---- | ----- | ----- | ----- |
| Classement mondial                    | 2622e | nc   | 2770e | 1014e | 1819e |
| UCI Europe Tour                       | 1750e | nc   | 1723e | 788e  | 1250e |
|                                       |       |      |       |       |       |
| Légende : nc = non classéSource : UCI |       |      |       |       |       |